# Ernst Mayr
Ernst Walter Mayr (5 tháng 7,1904 - 3 tháng 2 năm 2005) là nhà sinh học người Đức. Ông có nhiều đóng góp quan trọng cho sự phát triển của lý thuyết sinh học thế kỷ XX.

## Những nghiên cứu

### Phát triển khái niệmloài
Năm 1942, Ernst Mayr (phát âm tiếng Mỹ: /ɜrnst meɪr/, tiếng Việt: est mây-ơ) phát triển khái niệm loài sinh học, hay còn gọi tắt là loài. Theo ông, loài sinh học là một hay một nhóm quần thể gồm các cá thể các khả năng giao phối với nhau trong tự nhiên và sinh ra đời con có sức sống, có khả năng sinh sản và cách li sinh sản với các nhóm quần thể khác. Quan niệm này trở nên phổ biến và được sử dụng từ năm 1935. Tuy nó không thể phát huy tác dụng để giải thích sự khác biệt có thể có giữa Homo erictus và Homo ergaster và còn gây tranh cãi bởi vì quan niệm của Mayr cũng như một số thuyết tương tự không thể nào áp dụng được cho sinh vật nhân sơ từ đó phát sinh vấn đề loài, những lý thuyết đã đóng góp một phần quan trọng trong việc phát triển thuyết tiến hóa tổng hợp hiện đại.

### Khái quát học thuyết của Darwin
Để giúp mọi người hiểu hơn về quá trình hình thành hình thành học thuyết chọn lọc tự nhiên (cũng gọi là học thuyết Đac-uyn - Darwin's theory) của Charles Darwin, Mayr đưa ra ba điểm tóm tắt như sau:
- Tất cả các loài sinh vật luôn có xu hướng sinh ra một số lượng con nhiều hơn số con có thể sống sót đến tuổi sinh sản.
- Quần thể sinh vật có xu hướng duy trì kích thước không đổi trừ những khi có biển đổi bất thường về môi trường.
- Các cả thể cùng một bố mẹ mặc dù giống bố mẹ nhiều hơn so với cá thể không có họ hàng những chúng vẫn khác biệt nhau về nhiều đặc điểm (đó là các biến dị cá thể theo cách gọi của Darwin). Phần nhiều các biến dị này được di truyền lại cho đời sau.

### Các phát hiện

#### Cắt New Britain
Trong cuộc khảo sát loài này vào năm 1934 trong Whitney South Sea Expedition, Mayr thấy nó rất hiếm. 

#### Đại bàng biển Sanford
Ernst Mayr đã mô tả loài này vào năm 1935.